# Lluita per Bagdad (1402)
La lluita per Bagdad i l'Iraq Arabí va tornar a esclatar el 1402 entre els timúrides i els jalayírides.
Quan ja fou segur que Tamerlà havia abandonat Iraq (1401), el sultà jalayírida Ahmad ibn Uways es va acomiadar de Bayazid I a Cesarea (Kayseri) i es va dirigir a la seva antiga capital. Va creuar l'Eufrates i va arribar a Hit i d'allí a Bagdad que estava arrasada i sense guarnició. Va recollir a tots els seus partidaris i es va dedicar a restaurar Bagdad.
Tamerlà en va tenir notícies i va enviar quatre destacaments per camins diferents per aniquilar aquest rebrot abans que agafés força. Pir Muhammad ibn Umar Xaikh fou enviat a Luristan, Khuzistan i Wasit; Abu Bakr Mirza a Bagdad; Sultan Husayn i Khalil Sultan a diversos llocs de Caldea (a grans trets l'Iraq al sud de Bagdad) i l'amir Berendak fou enviat amb moltes tropes a assolar la Jazira (Iraq al nord de Bagdad) i castigar sobretot als kurds que no paraven de fer atacs aïllats.
Eren el començament de 1402 i els camins estaven coberts per la neu i el fred era molt intens. A causa d'aquest fred els kurds havien baixat de les muntanyes cap al pas de Tatxi Khatun on havien acampat; allí foren sorpresos per Berendak que en va matar a milers. Van intentar fugir altre cop cap a les muntanyes però la neu ho impedia i es van haver de rendir i sotmetre però no se’ls va donar quarter i tots foren exterminats.
Abu Bakr i Jahan Xah es van presentar a Bagdad i van bloquejar tots els accessos. Ahmad ibn Uways fou sorprès completament; va fugir en camisa, amb el seu fill Tahir ibn Ahmad i alguns soldats, va pujar a un vaixell i es va dirigir a Hilla. Al dia següent Jahan Xah el va empaitar però ja Ahmad havia marxat a la zona del baix Eufrates a les illes Khaled i Malek i Jahan Xah va desistir d'anar tant lluny.
Sultan Husayn i Khalil Sultan van passar per Chepchemal i van saquejar Mendeli d'on havia fugit el governador Mir Ali Kalender que es va dirigir cap al Tigris amb algunes forces i va passar a l'altre costat on es va fer fort. Khalil Sultan va enviar alguns valents que van passar el riu i van atacar a Mir Ali Kalender pel darrere; quan el príncep va iniciar l'atac pal davant creuant el riu nadant, els que havien creuat abans van iniciar l'atac pel darrere; els soldats capturats foren fets presoners de guerra excepte Ali Kalender que fou cremat viu.
Finalment Pir Muhammad ibn Umar Xaikh, acompanyat de l'amir Sulayman Xah, va saquejar Dubendat i es va apoderar dels territoris de les tribus lurs dels Fili i els Saki. Després es va reunir amb tropes manades pel príncep Rustem de Shiraz, que venia a passar el hivern a Xuixtar. Junts van marxar cap a Abadan i Wasit. El kurd Shaikh Avis els va guiar per un pas natural del riu (una zona de poca fondària que es podia creuar caminant) anomenat Kupeser. Van arribar a Mabedia i d'allí van anar a saquejar als àrabs d'Abadan, fent un considerable botí de cavalls i camells i retornant després a passar el riu i es van dirigir a Xuixtar on l'amir Sulayman Xah va confirmar en el govern a Dukom; a Dizful fou confirmat Muhammad Adjab Shir i a Hawiza Timur Khoja ; com a governador general del Khuzestan a Shams al-Din Dehdar. De tots ells Sulayman Xah va percebre considerables sumes per facilitar la seva confirmació. Rustem va retornar aleshores a Siraz però la resta de prínceps van restar a Caldea tot el hivern, derrotant en diversos combats a les tropes jalayírides i fent considerable botí. A l'inici de la primavera van sortir cap al campament imperial reunint-se al pont de Kales, a uns 60 km de Bagdad, prop de la muntanya Jebel Hamri; junts van viatjar fins al campament de Tamerlà.

## Referència
- Yazdi Sharaf al-Din Ali, Zafarnama, Trad. al francès de Petis de la Croix sota el títol “Histoire de Timur Bec”, V, 38 >